# Looking On
Albums de The Move
Shazam
(1970) Message from the Country
(1971)
Singles
1. Brontosaurus
Sortie : mars 1970
2. When Alice Comes Back to the Farm
Sortie : octobre 1970

Looking On est le troisième album de The Move, sorti en 1970. C'est le premier auquel participe Jeff Lynne.

## Titres

### Album original
| 1. | Looking On                        | Roy Wood   | 7:48 |
| 2. | Turkish Tram Conductor Blues      | Bev Bevan  | 4:38 |
| 3. | What?                             | Jeff Lynne | 6:42 |
| 4. | When Alice Comes Back to the Farm | Roy Wood   | 3:40 |

| 5. | Open Up Said the World at the Door | Jeff Lynne | 7:10 |
| 6. | Brontosaurus                       | Roy Wood   | 4:25 |
| 7. | Feel Too Good                      | Roy Wood   | 9:30 |

### Rééditions
La réédition de Looking On parue en 1998 chez Repertoire Records comprend dix titres supplémentaires.
| 8.  | Wild Tiger Woman               | Roy Wood               | 2:40 |
| 9.  | Omnibus                        | Roy Wood               | 3:56 |
| 10. | Blackberry Way                 | Roy Wood               | 3:40 |
| 11. | Something                      | David Morgan           | 3:11 |
| 12. | Curly                          | Roy Wood               | 2:43 |
| 13. | This Time Tomorrow             | David Morgan           | 3:40 |
| 14. | Lightning Never Strikes Twice  | Rick Price, Mike Tyler | 3:10 |
| 15. | Something (version en italien) | David Morgan           | 2:58 |
| 16. | Wild Tiger Woman Blues         | Roy Wood               | 2:27 |
| 17. | Curly Where's Your Girlie      | Roy Wood               | 2:47 |

En 2008, Salvo réédite Looking On avec sept titres supplémentaires différents.
| 8.  | Lightnin' Never Strikes Twice                | Rick Price, Mike Tyler | 3:11 |
| 9.  | Looking On Part 1 (prise 3)                  | Roy Wood               | 4:29 |
| 10. | Looking On Part 2 (prise 12)                 | Roy Wood               | 4:46 |
| 11. | Turkish Tram Conductor Blues (prise 5)       | Roy Wood               | 4:50 |
| 12. | Open Up Said the World at the Door (prise 4) | Jeff Lynne             | 1:20 |
| 13. | Feel Too Good (fragment de la prise 11)      | Roy Wood               | 2:34 |
| 14. | The Duke of Edinburgh's Lettuce (prise 2)    | Roy Wood               | 1:26 |

Une troisième réédition avec bonus de Looking On est éditée en 2016 par Esoteric Recordings. Elle se compose de 2 CD, le premier reprenant l'album original remasterisé avec une chanson supplémentaire et le second étant composé de chutes de studio et d'enregistrements réalisés pour la BBC.
| 8. | Lightnin' Never Strikes Twice | Rick Price, Mike Tyler | 3:13 |

| 1.  | The Duke of Edinburgh's Lettuce                                | Jeff Lynne, Roy Wood        | 1:29 |
| 2.  | Looking On (prise 3 de la Part One et prise 12 de la Part Two) | Roy Wood                    | 9:07 |
| 3.  | Brontosaurus (version promotionnelle américaine en mono)       | Roy Wood                    | 3:17 |
| 4.  | Turkish Tram Conductor Blues (prise 5)                         | Roy Wood                    | 4:50 |
| 5.  | She's a Woman (enregistré à la BBC)                            | John Lennon, Paul McCartney | 3:20 |
| 6.  | Bev Bevan Interview (enregistré à la BBC)                      |                             | 1:41 |
| 7.  | Brontosaurus (enregistré à la BBC)                             | Roy Wood                    | 4:08 |
| 8.  | Falling Forever (enregistré à la BBC)                          | Jeff Lynne                  | 2:51 |
| 9.  | Lightnin' Never Strikes Twice (enregistré à la BBC)            | Rick Price, Mike Tyler      | 2:43 |
| 10. | Looking On (enregistré à la BBC)                               | Roy Wood                    | 3:20 |
| 11. | When Alice Comes Back to the Farm (enregistré à la BBC)        | Roy Wood                    | 3:57 |
| 12. | Bev Bevan & Roy Wood Interview (enregistré à la BBC)           |                             | 2:49 |
| 13. | She's a Woman (enregistré à la BBC)                            | John Lennon, Paul McCartney | 3:29 |

## Musiciens
- Roy Wood : chant, guitare, guitare slide, banjo, basse sur Feel Too Good, sitar, violoncelle, hautbois, saxophones
- Jeff Lynne : chant sur What? et  Open Up Said the World at the Door, guitare, piano, percussions, batterie sur Feel Too Good
- Rick Price (en) : basse, chant sur Lightning Never Strikes Twice
- Doris Troy, P. P. Arnold : chœurs sur Feel Too Good
- Bev Bevan : batterie sauf sur Feel Too Good, percussions